# 冨田甚平
冨田 甚平 (とみた じんぺい、1848年12月25日〈嘉永元年11月30日〉- 1927年〈昭和2年〉3月3日)は、明治・大正期の近代的農業排水技術の完成者。〈実学の鬼〉といわれる。

## 生涯
1848年12月25日(嘉永元年11月30日)に、肥後国細川藩の郷士地主である茂四郎とその妻、セイの長男として生まれた。同郡辺田村の筑紫宗甫に入門して漢学を修め、1875年(明治8年)ごろ、父の反対を押し切って地下水の排水法を研究した。
1878年(明治11年)に劣等の湿田が多い同郡の農業改善のため、暗渠排水による乾田化の実験を行って冨田式暗渠排水法を考案。1884年(明治17年)に〈留井戸〉を発明した。郷里の菊池郡は肥後農業の先進地で、江戸時代から暗渠排水や肥後犂などの改良が進んでいた。そんな中、甚平は実地の観察と努力を重ねて湿田を改良する〈冨田式暗渠排水法〉を完成させた。地域の農事指導に努め、1890年(明治23年)から1913年(大正2年)まで鹿児島・山口・秋田県の技師などとして土地改良や農業教育を指導し、関係した暗渠排水は全国で1万町に及んだ。
1923年(大正12年)、朝鮮の全羅南道にいた長男の干拓事業を援助したが、晩年は木浦府に移住し、1927年(昭和2年)に没した。
死後の1934年(昭和9年)、帝国耕地教会から土地改良の先覚的功労者として表彰状を贈られた。

## 関連作品

### テレビドラマ
- 郷土の偉人シリーズ　土地改良の詩・冨田甚平　(甚平を主人公としたドラマ。甚平は俳優の原田龍二が演じる。)[3]